# Juliette Casini
Juliette Casini (1997) is een  Belgische zwemster, gespecialiseerd in de vrije slag. Ze studeerde aan de universiteit van Plymouth in Groot-Brittannië, waardoor ze zowel voor haar club uit Woluwe zwemt als voor de ploeg uit Plymouth.

## Belangrijkste resultaten
| Jaar | Olympische Spelen                         | WK langebaan                              | WK kortebaan                              | EK langebaan                                                                    | EK kortebaan                              |
| ---- | ----------------------------------------- | ----------------------------------------- | ----------------------------------------- | ------------------------------------------------------------------------------- | ----------------------------------------- |
| 2016 | geen deelname                             |                                           | geen deelname                             | 42e 50m vrije slag 46e 100m vrije slag 26e 200m vrije slag 7e 4x200m vrije slag |                                           |
| 2017 |                                           | geen deelname                             |                                           |                                                                                 | geen deelname                             |
| 2018 |                                           |                                           | geen deelname                             | geen deelname                                                                   |                                           |
| 2019 |                                           | geen deelname                             |                                           |                                                                                 | geen deelname                             |
| 2020 | Geen toernooien vanwege de coronapandemie | Geen toernooien vanwege de coronapandemie | Geen toernooien vanwege de coronapandemie | Geen toernooien vanwege de coronapandemie                                       | Geen toernooien vanwege de coronapandemie |

## Persoonlijke records
(Bijgewerkt tot en met 7 november 2017)

### Kortebaan
| Afstand         | Tijd    | Datum            | Plaats    |
| --------------- | ------- | ---------------- | --------- |
| 200m vrije slag | 1.59,70 | 18 december 2016 | Sheffield |

### Langebaan
| Afstand         | Tijd    | Datum       | Plaats |
| --------------- | ------- | ----------- | ------ |
| 200m vrije slag | 2.00,82 | 19 mei 2016 | Londen |